# Köttmannsdorf
Köttmannsdorf è un comune austriaco di 2 909 abitanti nel distretto di Klagenfurt-Land, in Carinzia. Nel 1869 ha inglobato il comune soppresso di Wurdach.

## Geografia fisica
Köttmannsdorf sorge alla periferia meridionale di Klagenfurt am Wörthersee e confina anche coi comuni di Ludmannsdorf, Feistritz im Rosental, Ferlach, Maria Rain e Keutschach am See.
Il territorio del comune è ripartito in quattro comuni catastali (Hollenburg, Köttmannsdorf, Rotschitzen e Wurdach) e 23 località (tra parentesi il numero di abitanti al 1º gennaio 2015): Aich (186), Am Teller (56), Gaisach (47), Göriach (90), Hollenburg (6), Köttmannsdorf (723), Lambichl (351), Mostitz (37), Neusaß (74), Plöschenberg (48), Preliebl (79), Rotschitzen (168), Sankt Gandolf (111), Sankt Margarethen (60), Schwanein (37), Thal (35), Trabesing (186), Tretram (57), Tschachoritsch (248), Tschrestal (52), Unterschloßberg (17), Wegscheide (93) e Wurdach (135).

## Monumenti e luoghi d'interesse
- Castello di Hollenburg